# 아스테리스크 (PBX)
아스테리스크(Asterisk)는 사설 교환기(PBX)의 소프트웨어 구현체이다. 적절한 전화 하드웨어 인터페이스 및 네트워크 애플리케이션과 결합하여 아스테리스크는 고객 전화 세트, 공중 교환 전화망(PSTN) 도착지, 음성 인터넷 프로토콜(VoIP)망의 장치나 서비스 등 전기통신 종단점 간 통화를 확립하고 통제하기 위해 사용할 수 있다. '아스테리스크'라는 이름은 DTMF(Dual-tone multi-frequency signaling) 다이얼링에 사용되는 신호를 위해 쓰이는, 본 뜻인 별표(*) 기호에서 비롯된 것이다.
아스테리스크는 1999년 오늘날 Sangoma Technologies Corporation의 한 부서인 Digium의 마크 스펜서가 개발하였다. 원래 리눅스용으로 설계되었다가, 지금은 NetBSD, OpenBSD, FreeBSD, macOS, 솔라리스를 포함한 다양한 운영 체제에서 구동되며 OpenWrt 기반 임베디드 시스템에 설치가 가능하다.

## 같이 보기
- 자유-오픈 소스 소프트웨어 패키지 목록